# Collar usej

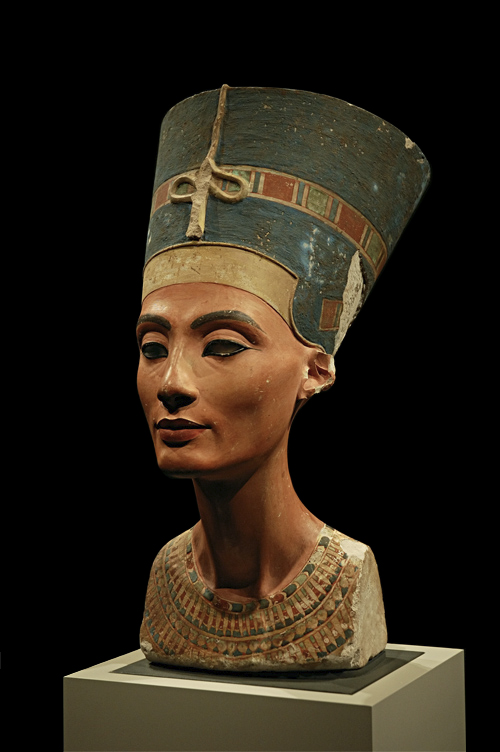
Busto de Nefertiti portando un Collar usej.

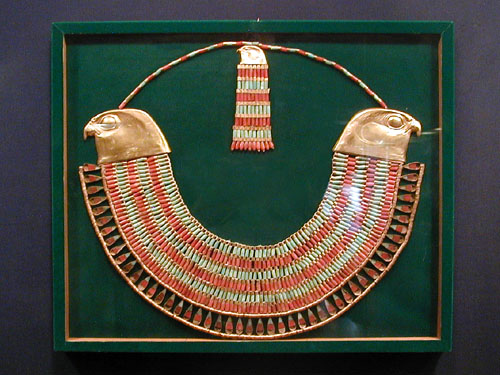
Collar usej de Neferuptah.

Usej significa "ancho" en egipcio. El collar usej lo utilizaba la nobleza en el Antiguo Egipto como talismán relacionado con Hathor.
Estaba compuesto por dos cierres planos y semicirculares que forman una media luna de gran tamaño. La trama solía estar constituida por una red de múltiples perlas coloreadas en fayenza, piedra dura o metal precioso. A menudo, el borde exterior estaba guarnecido con colgantes. Un contrapeso colocado sobre la espalda del portador equilibraba este pesado collar. 
Desde el Imperio Medio, también se colocaba sobre el pecho de las momias, pintado en cartonajes, como forma de protección, representando diferentes símbolos del tipo de cabezas de halcón, buitres con alas desplegadas, cobras y guirnaldas o motivos vegetales policromados que le ayudaran a salir airoso en el inframundo de Osiris.
Desde el Período Tardío de Egipto, en el Libro de los Muertos, fórmulas 157 y 158 se especifican los rituales que se debían realizar durante los funerales para colocar el usej como protección del difunto.
| S11 |

| S11 |

## Significado
Useh se consideraba un símbolo de protección y se mencionaba en los rituales de apertura de la boca y ritualización de las estatuas divinas. En el templo de Abydos Seti I en la sala de Ra-Horakhte hay una imagen del faraón ofreciendo collares y pectorales a los dioses. Este ritual probablemente formaba parte del culto. Useh también podría parecerse a Atum, que abrazó a Shu y Tefnut para contarles su Ka. Por tanto, ponerse el usekha equivalía simbólicamente a tocar las manos de un dios. Useh tenía, pues, el mismo significado que el buitre con las alas desplegadas del sarcófago de Tutmosis I.
Desde la época del Reino Nuevo, el usekh aparece también en forma de amuletos (lo que hoy se designa con el término griego aegis/egis) con la cabeza de un dios, animal o faraón. Sin embargo, estos amuletos suelen representar divinidades femeninas. En algunos casos, se representaban parejas divinas, como Onuris y Tefnut unidos. Tales useches se encuentran no sólo con las momias, sino también como eslabones de cadenas, anillos y pendientes. También se fabricaban pequeños amuletos para los difuntos. 
La representación de las cabezas de los dioses con ousekh ya se encontraba en el estandarte y las proas de la popa de la barca divina para proteger las estatuas de culto que se llevaban fuera de los templos durante las procesiones festivas. Así, la égida simbolizaba a la divinidad, y el useh era un mero ornamento.